# برج خور دبي
برج خور دبي مشروع لإنشاء أطول بُرج في دبي، الإمارات العربية المتحدة. تبلغ تكلفته الأولية 3.67 مليار درهم (1 مليار دولار أمريكي). كان من المتوقع أن يتم الانتهاء منه في عام 2021 على أقرب تقدير، وظل تاريخ الانتهاء غير معروف نظرًا إلى أن أعمال البناء والإنشاءات قد توقفت بسبب جائحة كوفيد-19. عرف البرج في البداية باسم برج ميناء خور دبي.
لم يكشف عن الارتفاع النهائي، لكن شركة إعمار المطورة للمشروع صرحت رسميًا بأن الحد الأدنى لن يقل عن 1300 متر (4300 قدم)، مما يعني أنه سيتجاوز ارتفاع برج خليفة أطول ناطحة سحاب في دبي حاليًا، وبرج جدة في المملكة العربية السعودية الذي يبلغ ارتفاعه 1000 متر (3300 قدم) . عند اكتماله، سيكون برج خور دبي أطول برج مدعوم في العالم.
في 4 أبريل 2020، أوقفت شركة إعمار العقارية المطور للبرج والمنطقة المحيطة به أعمال البناء مؤقتًا بسبب جائحة كوفيد-19. وفي ذلك الوقت، لم يتم إجراء أي نشاط إنشائي في الموقع لمدة عامين تقريباً. أزيلت جميع الإشارات والعروض الخاصة بالبرج من الموقع الإلكتروني للمشروع في وقت ما خلال يوليو أو أغسطس 2020. في 7 ديسمبر 2020، أُعلن عن تعليق البناء إلى أجل غير مسمى حتى تسمح الحكومة باستئناف العمل بمجرد السيطرة على الوباء. وفي أغسطس 2023، أكد مؤسس شركة إعمار العقارية محمد العبار أن برج خور دبي سيخضع لعملية إعادة تصميم لتعزيز مفهومه المعماري.